# Jorge Brian Díaz
Pour les articles homonymes, voir Jorge Díaz (homonymie) et Díaz.
Jorge Brian Díaz, né le 13 novembre 1989, est un joueur portoricain de basket-ball. Il évolue au poste de pivot.